# John Hand
John Loudwell "Jack" Hand (ur. 4 czerwca 1902 w Toronto, zm. 7 lipca 1967 tamże) – kanadyjski wioślarz, brązowy medalista olimpijski.
Wystąpił na igrzyskach olimpijskich w Amsterdamie w 1928, gdzie Kanadyjczycy w składzie: Frederick Hedges, Frank Fiddes, John Hand, Herbert Richardson, Jack Murdoch, Athol Meech, Edgar Norris, William Ross i John Donnelly (sternik) zdobyli brązowy medal w ósemkach. W półfinale walkę o awans przegrali o 1,8 sekundy z reprezentacją USA, która ostatecznie zdobyła złoty medal. Był to jego jedyny start olimpijski.
Reprezentował barwy Argonaut Rowing Club.